# Meridiani Planum
Cet article concerne la formation géologique martienne. Pour la météorite, voir Heat Shield Rock.
Meridiani Planum (la plaine du Méridien) est une plaine de la planète Mars s'étendant sur 1 100 km et localisée dans la région d'Arabia Terra par 0,2° N et 357,5° E, dans les quadrangles d'Oxia Palus, d'Arabia, de Margaritifer Sinus et de Sinus Sabaeus. Son nom vient de sa position sur Mars, car le premier méridien passe par le cratère Airy-0, qui se trouve juste en dessous de la limite méridionale de Meridiani Planum, environ à 100 km plus au sud.
En 1870, lors de ses observations, Camille Flammarion avait nommé cette zone Sinus Meridiani c'est-à-dire la baie du méridien. Le nom Terra Meridiani fut également employé.

## Localisation
Meridiani Planum est situé à l'est de Valles Marineris, dans l'ouest d'Arabia Terra et au nord-ouest d'Hellas Planitia.

## Géologie

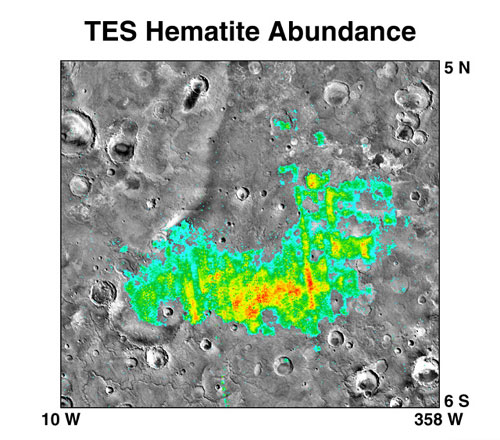
Répartition de l'hématite vue par Mars Global Surveyor dans la région de Sinus Meridiani

Cette région noachienne a la particularité de receler de l'hématite — il s'agit d'une forme cristalline particulière d'oxyde de fer(III) Fe2O3 — grise cristallisée, un minéral rare (l'hématite naturelle est le plus souvent amorphe, de couleur rouille), détecté ici par le spectromètre d'émission thermique (TES) de Mars Global Surveyor, qui se forme sur Terre dans les sources chaudes ou dans les points d'eau stagnante, raison pour laquelle on pense que cette région aurait jadis connu un climat humide ; cette observation est en accord avec une datation très ancienne, correspondant géologiquement au Phyllosien ou au Theiikien (plus de 3,8 milliards d'années).

## Exploration
C'est le lieu d'atterrissage du robot Opportunity de la mission Mars Exploration Rover.

## Cratères
- Airy et Airy-0

### Cratères visités par Opportunity

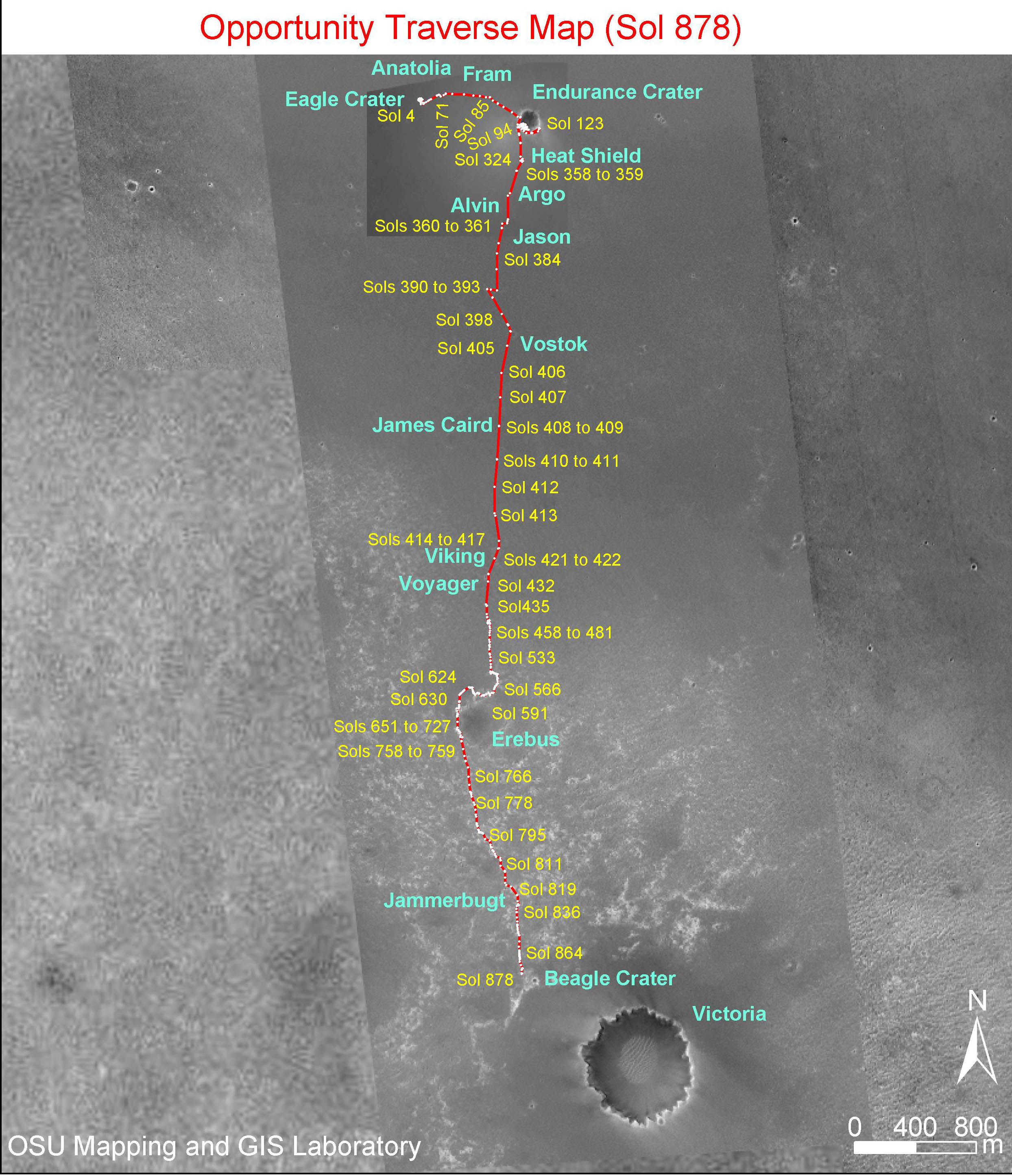
Trajet d'Opportunity sur Meridiani Planum

- Argo
- Beagle
- Beer
- Eagle, site d'atterrissage d'Opportunity
- Emma Dean
- Endurance
- Erebus
- Mädler
- Victoria
- Vostok

### Cratères visités par Spirit
- Cratère Gusev

### Articles liés
- Liste des plaines de Mars
- Géographie de la planète Mars
- Géologie de la planète Mars
- Échelle des temps géologiques martiens